# حبيب وحيد
حبيب وحيد (البنغالية : হাবিব ওয়াহিদ) (ولد في 15 أكتوبر 1979 )، وهو من بنجلادش ملحن وموسيقي ومغني.

## روابط خارجية
- حبيب وحيد على موقع IMDb (الإنجليزية)
- حبيب وحيد على موقع ميوزك برينز (الإنجليزية)